# Beaulieu-sous-la-Roche
Beaulieu-sous-la-Roche település Franciaországban, Vendée megyében. Lakosainak száma 2366 fő (2022. január 1.). Beaulieu-sous-la-Roche Aizenay, Landeronde, Martinet, Saint-Georges-de-Pointindoux és Venansault községekkel határos.

## Népesség
A település népességének változása:
| Lakosok száma | 2118 | 2185 | 2229 | 2212 | 2225 | 2252 | 2275 | 2316 | 2366 |
|               | 2013 | 2015 | 2016 | 2017 | 2018 | 2019 | 2020 | 2021 | 2022 |